# Desfours

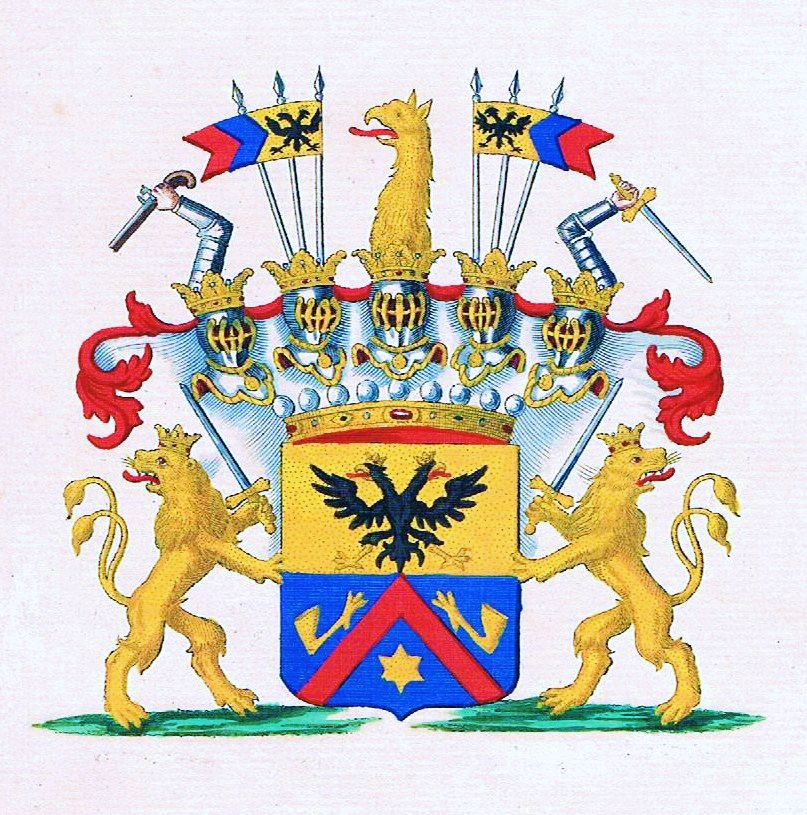
Wappen der Grafen von Desfours

Desfours (auch des Fours; tschechisch Desfoursové) ist ein altes, ursprünglich lothringisches Adelsgeschlecht, das sich im 16. Jahrhundert nach Böhmen wendete. Das Stammhaus des Geschlechts liegt in Athienville (auch Adienville) zwischen Lunéville und Chateau-Salins. Der kaiserliche Feldmarschall Nikolaus von Desfour stieg nach Wallensteins Tod 1634 mit kaiserlichem Diplom vom 30. Mai 1634 in den Reichsgrafenstand auf.

## Geschichte
In der Mitte des 17. Jahrhunderts waren die Grafen Desfours Besitzer der Grundherrschaften Gross-Rohosetz und Morchenstern. Graf Albrecht Maximilian brachte diesen Besitz 1678 in ein Familienfideikommiss ein, der bis 1945 im Besitz der Familie verblieb. Von dem Geschlecht leiten sich später die Zweige der Desfours-Walderode ab. Weiterer Besitz der Familie war unter anderen in Bodenstadt (1797–1945), Kleinskal (1628), Semil (1634), Tannwald, Welhartitz (1743) und Náchod (1786–1791).

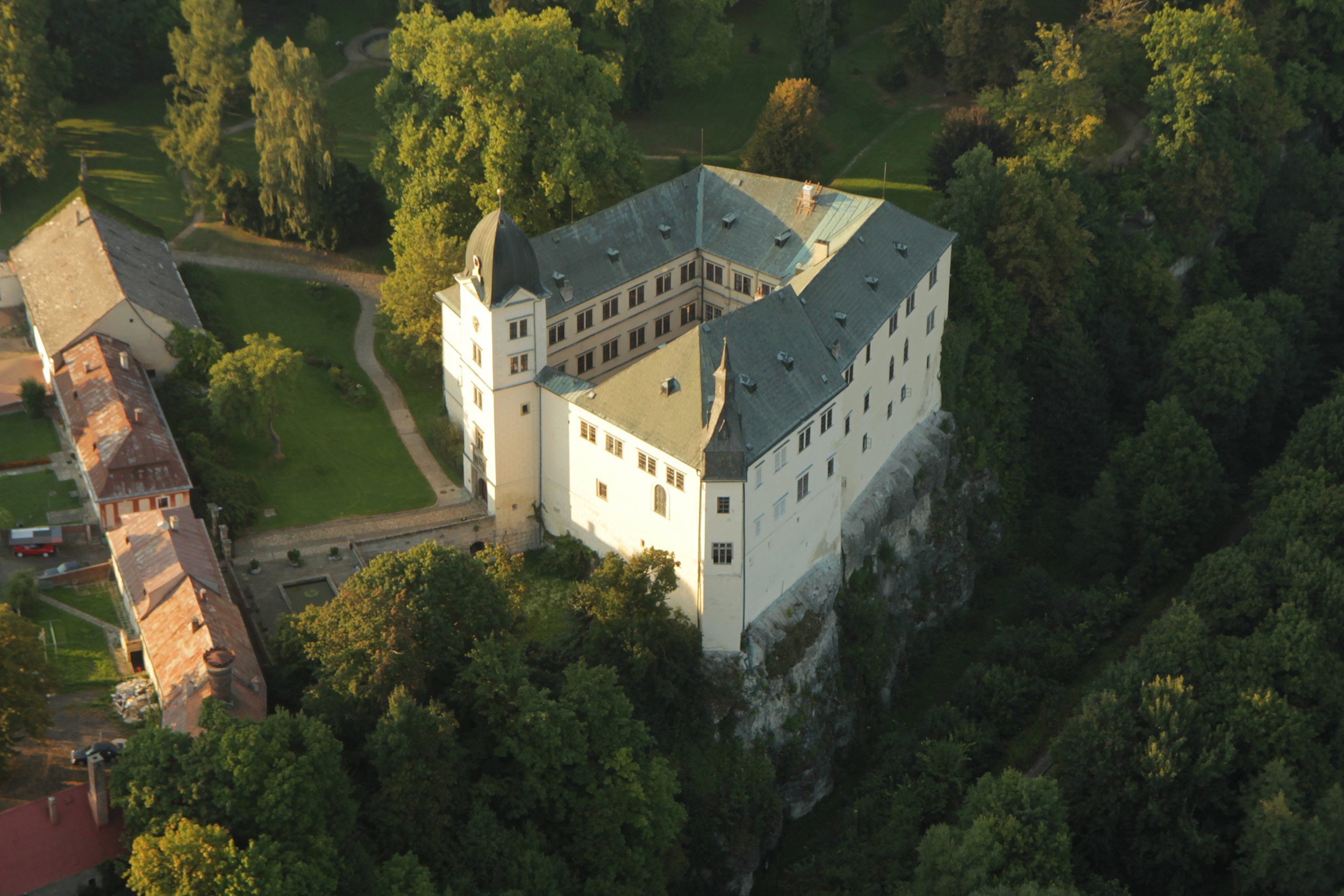
Schloss Hrubý Rohozec (Gross-Rohosetz)
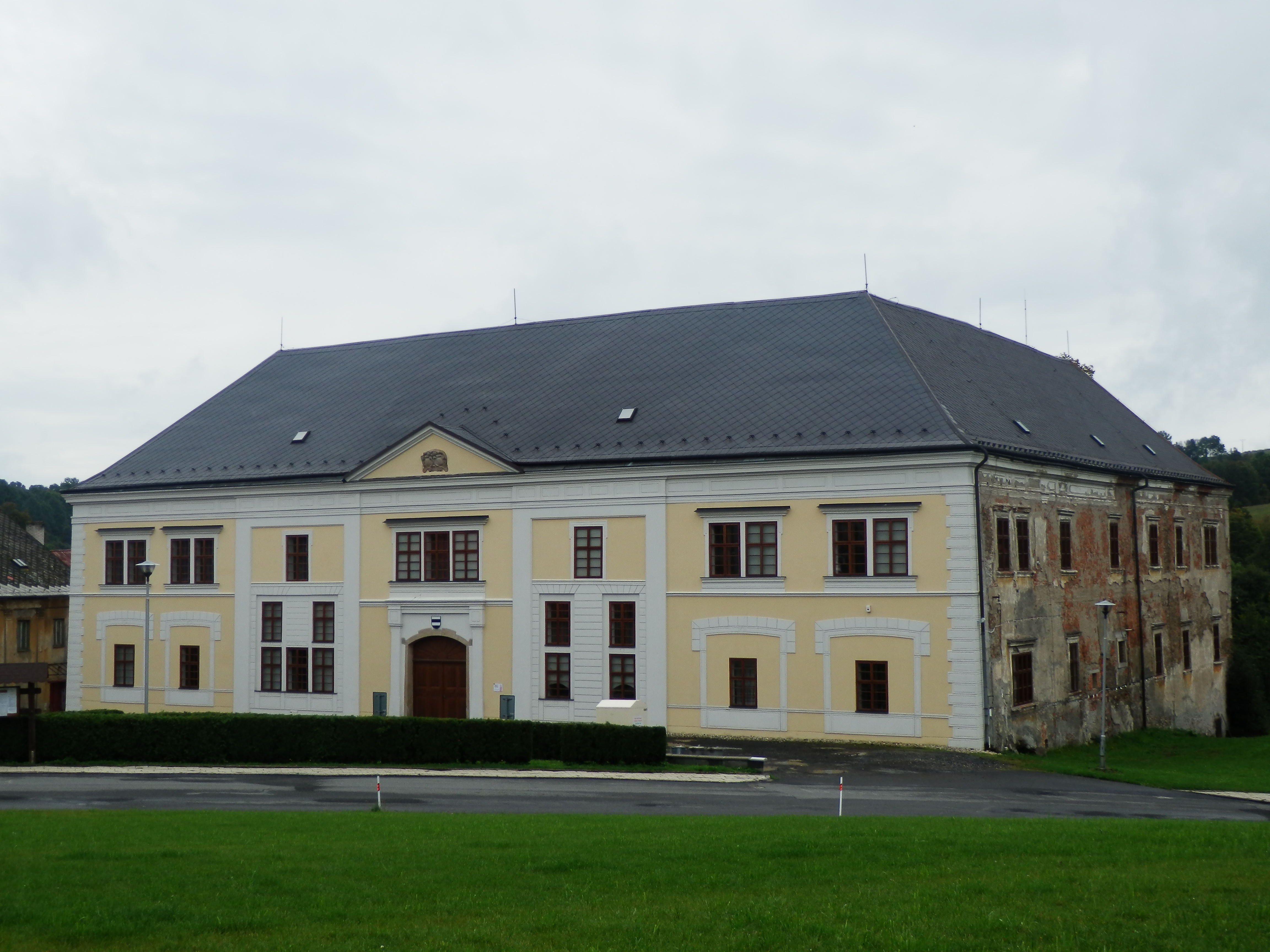
Potštát (Bodenstadt)
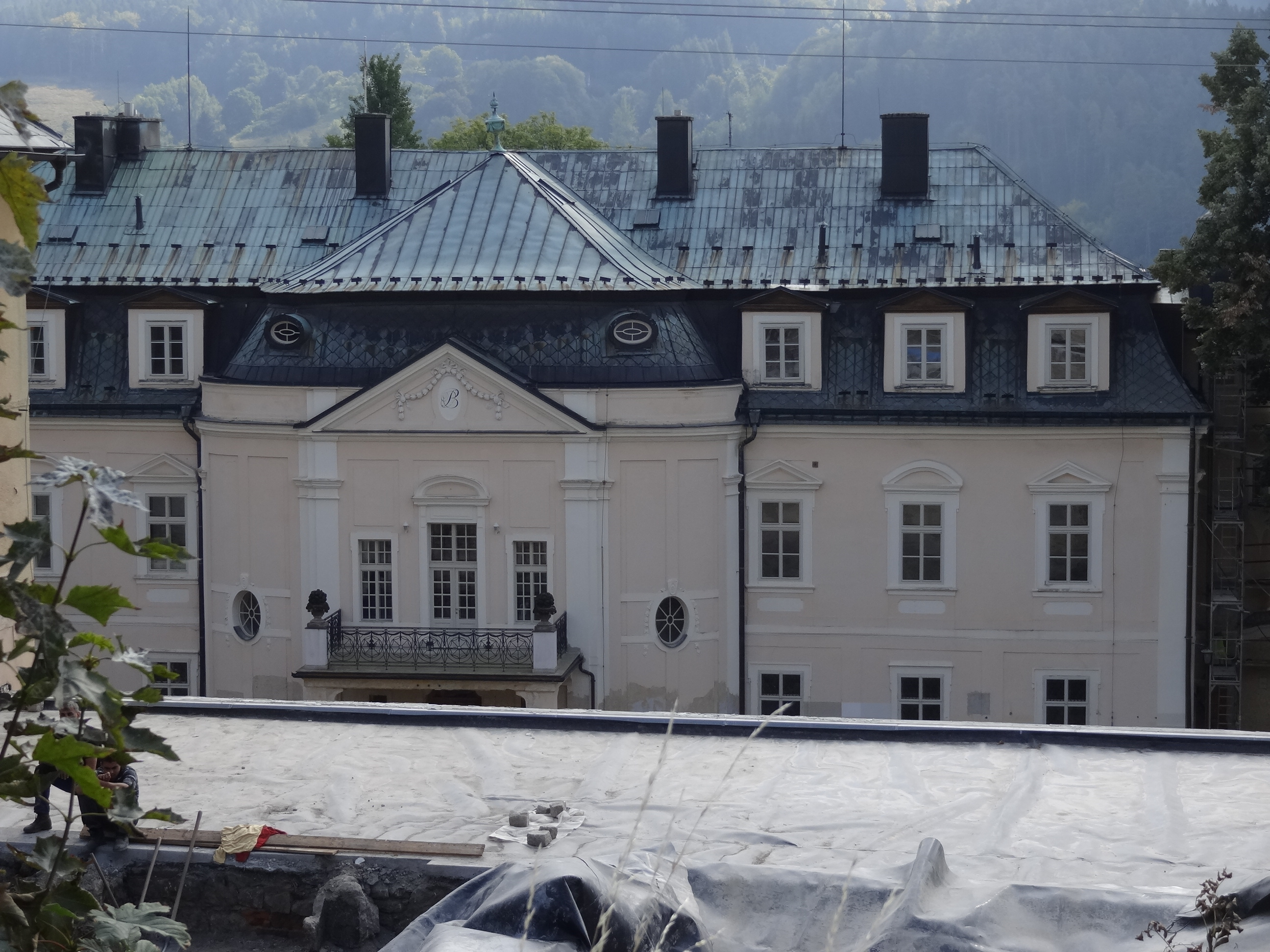
Malá Skála (Kleinskal)

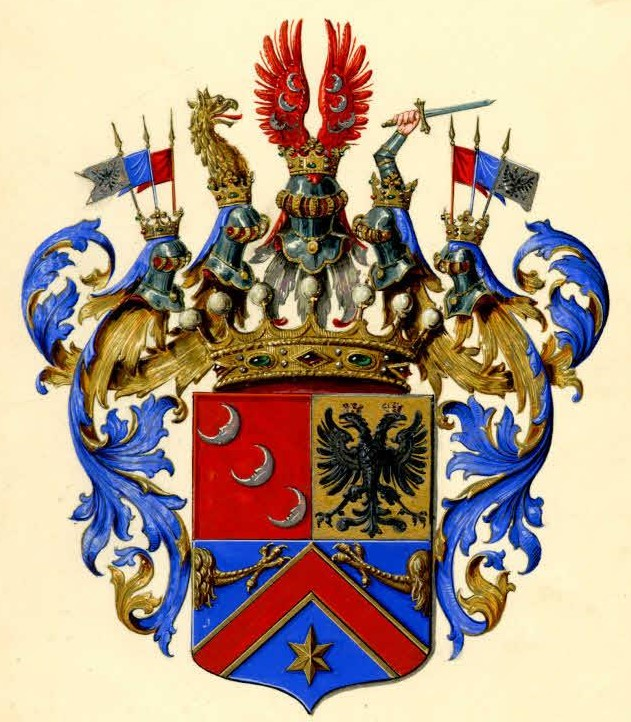
Wappen der Henniger von Seeberg-Desfours (1874)

Der k. k. Oberstleutnant Vinzenz Freiherr Henniger von Seeberg erlangte am 29. August 1874 in Wien vom Kaiser eine Namens- und Wappenvereinigung mit jenem der Grafen von Desfours.

## Wappen
| Wappen der Grafen von Desfours | Blasonierung: „1634: Geteilt; oben in Gold ein doppelt gekrönter schwarzer Doppeladler; unten in Blau ein roter Sparren, darunter ein sechseckiger goldener Stern, rechts und links ein aus dem Schildesrand hervorgehender goldener Greifenfuß. Fünf Helme mit rot-silbernen Decken; Helmzieren: 1. ein geharnischter Schwertarm mit Reiterpistole; 2. drei nach rechts fliegende Fähnlein; 3. ein goldener Greifenkopf; 4. die drei Fähnlein; 5. ein geharnischter Schwertarm mit goldenem Kreuzgefäß. Schildhalter: zwei (einwärts sehende) gekrönte goldene Löwen mit Schwertern in den Pranken.“ |
| Wappen der Grafen von Desfours | |

## Übersicht der Stammlinie
Louis von Desfours zu Mont- und Adienville (* 25. September 1546 in Nancy; † 1613), lothring. Kämmerer, Hauptmann von Vaudémon, diente Rudolf II. Er hatte zwei Söhne:
1. Jean/Johann von Desfours zu Mont- und Adienville
  1. Anna († 1673); 1. Ehe mit Nicholas de Noreyll († 1641); 2. Ehe mit Francois Claude Iselin Baron de Lanau
  2. Jean/Johann (Als Kommandant des „Cürassier-Regiment Des Fours“ für das Versagen dieses in der Schlacht bei Breitenfeld mitverantwortlich gemacht, vor ein Kriegsgericht gestellt und am 10. Juni 1643 in Prag hingerichtet.)
  3. Louis

1. Nikolaus von Desfours (* 1590 in Athienville oder ca. 1587/88 in Nancy; † 5. Dezember 1661 auf Schloß Rohosez),[4][5] kaiserlicher Feldmarschallleutnant, erhielt nach Wallensteins Ermordung 1634 mehrere Güter aus dessen Besitz. Wallenstein äußerte sich zu Lebzeiten sehr abfällig über Nikolaus, weil ihm dessen brutales Vorgehen gegen Land und Zivilbevölkerung missfiel. Zitat: Der De Fur, er ist dahier eine Pest, denn er befördert alle Unordnungen und Räubereien und hat mehr Schaden getan als die ganze Armee …[6] Er heiratete in 1. Ehe am 12. Mai 1627 zu Wien Maria Anna Euphemia Freiin von Eggenberg zu Ehrenhausen († vermutlich 1634), in 2. Ehe am 14. Oktober 1642 ebenfalls in Wien Barbara Margaretha, Gräfin Khuen von Belasi und Lichtenberg (* um 1601; † 19. Oktober 1674 in Prag)
  1. Marie Eleonora (* 14. Februar 1636; † 5. April 1638)
  2. František Klaudius Michael (* 24. September 1643; † 7. Juli 1644)
  3. Marie Margaretha (* Taufe 21. Juli 1645 in Prag; † 2. September 1672 in Schloss Radenín), Tochter aus der 2. Ehe des Vaters, 1658 (oder 1662) verehelicht mit Hermann Wenzel (Franz) (Heřman Václav (František)) ReichsGraf (von 1660) Czernin von und zu Chudenitz auf Radenin, Burg Choustník und Neuschloß, (*etw. 22. Juli 1634, † 24. Juni 1683, begr. in Turnov). Ihre Mitgift war Klein-Rohozec (bei Turnov), das nach ihrem Tod 1672 an ihren Ehemann fiel.
  4. Albrecht Maximilian I., Graf von Desfours, Sohn der 1. Ehe des Vaters und Erbe dessen Besitzungen Pruhonitz (Schloss Průhonice), Gut Prawonin und Czaslawsko bei Tschaslau (* 3. August 1629; † 15. Januar 1683 in Prag), vermählt in 1. Ehe in Wien am 14. Januar 1651 mit Gräfin Anna Serafína Sophie von Wolkenstein-Rodenegg (Adelsgeschlecht) (* 19. Mai 1622 in Innsbruck; † 25. Januar 1663, nach anderer Quelle 1651 in Malá Skála (?)). Diese Ehe war ohne Nachkommen; in 2. Ehe am 5. April 1663 mit Marie Polyxena Anna, Gräfin von Schönfeld (* 1641; † 14. Dezember 1697 in Prag), aus welcher 3 Söhne und 3 Töchter stammen.[7]

- Von den Töchtern starben Barbara Eufemia unverehelicht am 21. Mai 1712; Ludmilla Theresia am 14. Dezember 1735 als Karmeliternonne, 66 Jahre alt und Anna Polixena, * 1675, verehelicht 1698 mit Johann Georg Graf Clary und Aldringen († Jänner 1702), sie überlebte ihren Ehemann um 25 Jahre.
- Von den Söhnen wurde Albrecht II. Max Anton Graf von Desfours (1671– 7. August 1732) der Stifter der Rohozecer Linie, die 1831 mit Franz Anton Graf Des-Fours im Mannesstamm erlosch.
- Mathias Wenzel Josef Graf Des-Fours, verehelicht 1698 mit Gräfin Polixena Elisabeth Hartmann von Klarstein, wurde der Stifter zweier weiterer Linien, eine in Böhmen und eine in Mähren. Von dessen Nachkommen war Franz Wenzel, verstorben 1809 zu Oedenburg in Ungarn, k.k. Kämmerer und Generalmajor, verehelicht in 1. Ehe mit Antonie Gräfin Walderode-Eckhausen, verstorben 1776, von welcher er den Sohn Josef hatte, der 1798 nach seinem Großvater mütterlicherseits Johann, dem letzten Grafen Walderode von Eckhausen das Walderod’sche Fideikommiss und Allodialvermögen erbte und den Namen und das Wappen der Walderode mit dem seinen vereinte; aus der 2. Ehe mit Barbara, verstorben zu Oedenburg 1817 geborene Gräfin Szechenyi, verwitwete Gräfin Forgacs stammte die erloschene Linie in Ungarn.

## Weitere Namensträger
- Carl Joseph, Graf von Desfours zu Mont- und Adienville, Herrn auf Gross- und Klein-Rohosetz, kaiserlich-königlicher Kämmerer, Appellationsrat auf dem Prager Schloss, (1701–1775)
- Franz Anton I., Graf von Desfours (1730–1822)
- Ferdinand Ignaz Magnus Graf von Desfours zu Mont und Athienville (1677–1753), Herr auf Semil und Radonin war verehelicht mit Maria Theresia Polyxena Freiin von Sporck (Adelsgeschlecht). Deren Tochter Maria Anna Theresia (* 1. August 1706 in Prag; † 19. April 1745 in Tabor) wurde in Chaustnik am 5. Februar 1723 mit Reichsgraf Wenzel Franz von Millesimo, genannt del Caretto, aus dem Hause der Markgrafen von Savona getraut.[8]
- Johann Wenzel Franz, Graf von Desfours (* 4. September 1713; † 1741)
- Johann Nepomuk Ferdinand, Graf von Desfours (1699–1757), Herrn auf Laschan, Hradeck und Mokrosint
- Joachim Maximilian Josef, Graf von Desfours, (1702–1749), kaiserlich-königlicher Rittmeister
  - Friedrich, Graf von Desfours (1731–1814)
  - Joseph, Graf von Desfours (1730–1811)
- Franz Josef Desfours zu Mont und Achienville (* 8. August 1765 in Prag; † 8. August 1823 in Eperjes, Ungarn) österreichischer Generalmajor, Kommandant eines mährisch-schlesischen Jäger-Bataillons.[9][10]
- Joseph Adalbert von Desfours (* 25. April 1734; † 5. Juni 1791), kaiserlich-königlicher Hauptmann, erhielt nach dem Tod des kinderlosen Herzogs Josef Parille Piccolomini 1783[11] nach einem Erbstreit die Herrschaft Nachod in Ostböhmen zugesprochen. Nach Joseph Adalberts Tod 1791 wurde die Herrschaft Náchod in einer Versteigerung von Peter von Biron, Herzog von Kurland und Semgallen erworben.[12]

### Die Linie Desfours-Walderode
1. Franz Clemens Wenzel von Desfours (* 10. September 1739 in Zbehy; † 18. November 1809 in Sopron (Ödenburg)), kaiserlich-königlicher Kämmerer und Generalmajor,
1. Ehe am 15. Februar 1764 in Prag mit
Gräfin Antonie von Walderode und von Eckhausen (* 14. Juni 1740; † 17. Juni 1776 in Prag)
2. Ehe mit am 17. August 1777 in Kopháza mit
Barbara Gräfin von Szechenyi (* 2. März 1753 in Széplak; † 6. November 1817 in Ödenburg)

Aus 1. Ehe von Franz Clemens von Desfours mit Antonie stammen vier Kinder:
- Franziska Maria von Desfours (* 22. Dezember 1764; † 7. Mai 1814)
- Anton von Desfours (* 10. Februar 1766; † 23. Juni 1790)
- Franziska von Desfours (* um 1774)
- Joseph Graf von Desfours-Walderode zu Mont und Athienville, Freiherr von Eckhausen (* 22. März 1772; † 20. November 1838) erbte nach dem Erlöschen der Franz Anton Des-Fours’schen Linie (1831) das Majorat Rohosec und Morchenstern, welches mit dem Wallerrod’schen vereinigt wurde. Dessen beide Enkel teilten das Fideikommiss in 2 Linien. Die 1. Linie erhielt das alte Des-Fours’sche Fideikommiss Rohosec und Morchenstern in Böhmen, das Gräflich Walderod’sche Pecunialfideikommiss und das Des-Fours’Walderod’sche Cadettenfondsgut Kretin; die 2. Linie erhielt in Mähren die Fideikommiss-Herrschaft Bodenstadt mit Liebenthal und den Gütern Drinov mit Urchostavic. Joseph war in 1. Ehe in Erfurt am 14. Oktober 1799 mit Elisabeth Angelika Katze; in 2. Ehe 1809/10 mit Marie Johanna von Köppe (* 1790; † 25. April 1871), verehelicht. 1816 erhielt er die kaiserliche Genehmigung, die Adelshäuser Desfours und Walderode namentlich zusammenzuführen. Die Namen seiner Kinder sind nicht bekannt.
  - Emanuel von Desfours-Walderode (1800–1803)
  - Josef Ludik von Desfours-Walderode (1803–1803)
  - Anna Alžběta von Desfours-Walderode (1804–1804)
  - Franz Adam Vinzenz von Desfours-Walderode zu Mont-Athienville und Ekhausen (* 1806; † 1869), Lieutenant, 1837 vermählt mit Franzisca von Maiersbach (* 1819)
    - Zdenka Gräfin von Desfours-Walderode (* 1838)
    - Maria Gräfin von Desfours-Walderode (* 1850)
    - Theodor Graf von Desfours-Walderode (1841–1894[13])
    - Arthur Graf von Desfours-Walderode (1852–1917)
      - Sigismund von Desfours-Walderode (* 1882; † 6. September 1936), auch Sigmund, Siegmund genannt.
      - Maria von Desfours-Walderode, Dr. († 13. März 1963)

Aus der 2. Ehe von Franz Clemens von Desfours mit Barbara stammen folgende Kinder:
- Johanna Gräfin von Desfours (* 9. Februar 1780)
- Johann Nepomuk Graf von Desfours (* 18. Juli 1782)
- Karl Graf von Desfours (* 13. Januar 1784)
- Marianna Gräfin von Desfours (* 2. Juni 1785)
- Emanuel Peregrinus Graf von Desfours (* 1. Januar 1787)
- Maria Anna Barbara Gräfin von Desfours (* 10. Oktober 1788)
- Barbara Franziska Gräfin von Desfours (* 21. Dezember 1789), 1816 vermählt mit Anton, Graf von Starhemberg, Kämmerer und Rittmeister († 1851)
- Franz Alois Graf von Desfours (* 1. Februar 1793), kaiserlich-königlicher Kämmerer und Oberstlieutenant, verheiratet mit Juliane Warmuth von Schlachtenfeld
- Karl Graf von Desfours (* 23. Juli 1794), kaiserlich-königlicher Kämmerer und Oberst
- Vincenz Graf von Desfours (* 7. Juli 1778; † 1857), Kämmerer und Geheimer Rat, General der Kavallerie, 1807 vermählt mit Maria Freiin von Wimmersberg († 1856)
  - Maria Gräfin von Desfours (* 1808), 1834 vermählt mit Adalbert Freiherr Henniger von Seeberg, kaiserlich-königlicher Kämmerer und Kreisvorsteher in Leitmeritz
  - Ludovica Gräfin von Desfours (* 1809), 1836 vermählt mit Johann Freiherr Henniger von Seeberg-Godart, kaiserlich-königlicher Kämmerer und Lieutenant